# Lift (Band)
Lift ist eine 1973 in Dresden gegründete, deutschsprachig singende Artrockband.

## Geschichte
Aus dem Dresden-Septett ging 1973 die Gruppe Lift hervor. Ihr erstes Konzert gab die Gruppe am 28. Januar 1973. Sie spielte zunächst Blues, Soul und Gospel mit Bläserbesetzung. Gründungsmitglieder waren Gerhard Zachar, Konrad Burkert, Jürgen Heinrich, Till Patzer, Manfred Nytsch, Wolfgang Scheffler, Karl-Matthias Pflugbeil, Bernd Schlund sowie die Sängerin Christiane Ufholz.
1973 kam der Sänger Stephan Trepte dazu; die Blechbläser verließen die Band. Keyboarder Franz Bartzsch, der ebenfalls 1973 zu Lift gekommen war, ging 1974 zur Veronika Fischer Band. Er wurde durch Michael Heubach ersetzt. Schlagzeuger und Sänger Werther Lohse kam 1974 für Konrad Burkert zur Band und ist heute das einzige verbliebene Lift-Mitglied aus dieser Zeit. 1976 kehrte Keyboarder Wolfgang Scheffler nach seiner Zeit bei der NVA zusammen mit dem neuen Sänger und Mundharmonikaspieler Henry Pacholski zu Lift zurück, Trepte wechselte zur neu gegründeten Band Reform. 1977 wurde die erste Amiga-LP der Band, Lift, veröffentlicht. Im Frühjahr 1978 erkrankte Lohse und wurde durch Frank-Endrik Moll ersetzt. Im selben Jahr wurde die LP Meeresfahrt mit den Hits Nach Süden und Tagesreise aufgenommen. Sie erschien 1979. Während vorher die meisten Texte von hauptamtlich tätigen Textern wie Kurt Demmler und Ingeburg Branoner verfasst worden waren, hatte bei diesem Album Henry Pacholski fünf der sechs Liedtexte geschrieben.
Am 15. November 1978 starben Pacholski und Gerhard Zachar während einer Tournee bei einem Verkehrsunfall bei Kalisz in Polen, Michael Heubach wurde schwer verletzt. Das Ereignis verarbeitete die Band einige Monate später im Titel Am Abend mancher Tage, dessen Text von Joachim Krause stammt, der ebenfalls zahlreiche Texte für Lift verfasste. Nach dem Tod der beiden Musiker und dem vorübergehenden Ausscheiden Heubachs kehrte Lohse nach einem Jahr von der Stern-Combo Meißen als Leadsänger zurück. Als Bassist kam Michael Schiemann zur Band. Auch für die beiden folgenden LPs wurden deutliche Umbesetzungen vorgenommen, so dass die musikalische Qualität recht unterschiedlich ausfiel. So wurde Schiemann 1980 durch Michael Ledig ersetzt, der seinerseits zwei Jahre später Jochen Kittan wich. Für das Album Spiegelbild verfasste Andreas Reimann mehrere Texte.
Der Erfolg der Band ließ Anfang der 1980er Jahre nach. 1984 verließen Scheffler, Kittan und Moll die Band. Lohse bildete mit Patzer, dem zurückgekehrten Heubach und dem Violinisten Hans Wintoch die neue Besetzung. Wintoch und Heubach verließen die Band jedoch nach kurzer Zeit wieder. 1985 kamen mit Bodo Kommnick, Frank Gursch, Tilo Pietschmann und Holger Küste vier neue Mitglieder zur Band. Die vierte Amiga-LP, Nach Hause, gilt als Rarität.
Nach der Wende besann sich die Band unter Führung von Lohse auf ihre erfolgreiche Zeit. Von 1992 bis 2000 war Henning Protzmann Bassist bei Lift. Mit den artverwandten Bands electra und Stern-Combo Meißen gibt die Band seither als Sachsendreier, ursprünglich eine bekannte Briefmarke, Konzerte. 2011 bestand Lift aus Werther Lohse (Gesang, Schlagzeug, Perkussion), Bodo Kommnick (Gitarre, Gesang), Ivonne Fechner (Violine, Gesang; ursprünglich Yvonne Fechner), Peter Michailow (Schlagzeug) und Jens Brüssow (Bass). 2014 verließen Kommnick und Fechner die Band und wurden durch René Decker (Saxophon, Keyboard) und André Jolig (Keyboard) ersetzt. Damit hatte die Band keinen Gitarristen mehr. Ab 2016 spielte Peter Rasym (ehemals bei den Puhdys) als Vertretung Brüssows bei Lift. Im Jahr 2019 verließen Decker, Michailow und Rasym die Band. Seit 2020 besteht die Band neben Sänger Werther Lohse aus Jacob Müller am Bass und Markus Christ am Schlagzeug; Andreas „Bruno“ Leuschner (ehemals bei electra) ersetzte 2023 André Jolig als Keyboarder. Unregelmäßig ergänzen zudem die ehemaligen Kruzianer Alexander Deke, Moritz Schlenstedt, Joan Vincent Hoppe und Lucas Reis die Gruppe bei Auftritten.

## Stil
Besonders in den Jahren von 1975 bis 1980 war die Musik von Lift geprägt von melodischen, oft langen Artrockstücken. Dazu gehören Meeresfahrt von der gleichnamigen LP und die Ballade vom Stein auf dem ersten Album. Die Texte sind voller Metaphern. Einige Stücke sind verträumt-intim, während andere dem Jazzrock zuzuordnen sind. Ein prägendes Element ist der mehrstimmige, kraftvolle Chorgesang. Die Instrumentierung umfasst neben den üblichen Rockinstrumenten auch die Querflöte und Streichinstrumente.
Ab dem dritten Album, Spiegelbild, überwogen elektronische Instrumente und stärkere Rhythmusbetonung.

## Diskografie

### LPs
- 1977: Lift (Amiga)
- 1979: Meeresfahrt (Amiga)
- 1981: Spiegelbild (Amiga)
- 1987: Nach Hause (Amiga)
- 2020: Der Admiral (EP)

### Singles
- 1973: Skandal / Regentag (Amiga)
- 1973: Lied zu den Anden (B-Seite, Amiga)
- 1973: Wenn (A-Seite, Amiga)
- 1974: Komm doch einfach mit / Jeder Tag ist eine lange Reise / Musikanten sind in der Stadt / Doch die Wälder sind grün (Amiga-Quartett, Amiga)
- 1975: Soldat vom Don (B-Seite, Amiga)
- 1977: Mein Herz soll ein Wasser sein / Roter Stein / Wasser und Wein / Jeden Abend (Amiga-Quartett, Amiga)
- 1980: Am Abend mancher Tage / Komm heraus (Amiga)
- 1984: Sag mir alles was du weißt / Immerfort (Amiga)

### CDs
- 1992: Rock aus Deutschland Ost 6 – Wasser und Wein
- 1994: Spiegelbild / Nach Hause
- 1995: Best of Lift
- 1995: Meine Schulden
- 1996: Die schönsten Balladen
- 1998/2003: LIFT classics
- 1999: Nach Süden
- 1999: Sachsendreier live (mit electra und Stern-Combo Meißen)
- 2000: Lift
- 2000: Meeresfahrt
- 2000: Lift Unplugged
- 2003: Classics & unplugged
- 2005: Tagesreise – Best (1976–2003)
- 2007: Sachsendreier live – die Zweite (mit electra und Stern-Combo Meißen)
- 2008: Hits & Raritäten (Buschfunk)
- 2020: Werther Lohse c/o LIFT 1974-2010 (Eigenverlag)
- 2020: Der Admiral

sowie diverse Stücke auf Samplern, unter anderem auf Ostrock in Klassik (2007; CD und Doppel-DVD)

### DVD
- 2005: Sachsendreier Live (mit electra und Stern-Combo Meißen)